# Olof Waldenström
Olof Alfred Waldenström, född den 17 februari 1900 i Ljungby församling, Kalmar län, död den 19 april 1971 i Lidingö församling, Stockholms län, var en svensk jurist. Han var son till Alfred Waldenström och far till Johan Waldenström.
Waldenström avlade juris kandidatexamen vid Uppsala universitet 1926. Han var sekreterare i Svenska Arbetsgivareföreningen 1930–1939 och kanslichef där 1940–1947. Waldenström var finländsk konsul 1948–1962. Han blev riddare av Vasaorden 1943. Waldenström vilar på Solna kyrkogård.